# Koninklijke Nederlandsche Locaalspoorweg-Maatschappij
De Koninklijke Nederlandsche Locaalspoorweg-Maatschappij (KNLS) was een Nederlandse spoorwegmaatschappij, die lijnen aanlegde en exploiteerde in Gelderland en Overijssel.
De KNLS werd op 30 september 1880 te Zwolle opgericht als Nederlandsche Locaalspoorweg-Maatschappij (NLS).  Op 19 september 1881 verkreeg zij per koninklijk decreet van koning Willem III het predicaat Koninklijk, tot het per 1 januari 1883 doorvoeren van het in 1863 door L.A. te Winkel uitgebrachte en door Matthias De Vries gecompleteerde 'Ontwerp der spelling voor het aanstaande Nederlandsche Woordenboek' als 'koninglijk'.
Op 1 juli 1920 werd de KNLS, inclusief alle lijnen, overgenomen door de Hollandsche IJzeren Spoorweg-Maatschappij, die later opging in de Nederlandse Spoorwegen.

## Lijnennet
De maatschappij heeft de volgende lijnen aangelegd en geëxploiteerd:
| Jaar      | Spoorlijn                   |
| --------- | --------------------------- |
| 1887      | Dieren – Apeldoorn          |
| 1887–1889 | Apeldoorn – Hattem – Zwolle |
| 1887–1888 | Apeldoorn – Deventer        |
| 1888      | Deventer – Almelo           |
| 1913      | Hattem – Kampen Zuid        |

In 1913 beschikte de KNLS over 127,2 km spoorlijn.